# Hélène Diarra
Maïmouna Hélène Diarra, née en 1955 et morte le 10 juin 2021', est une actrice malienne. Elle est connue pour les rôles de femmes âgées qu'elle a joué dès son jeune âge. Elle est surtout connue pour ses rôles dans Code inconnu, Moolaadé, Kabala, Taafé Fanga (Pouvoir de pagne) et Guimba, un tyran, une époque (Étalon d'or au Fespaco en 1995).

## Biographie
Maïmouna Hélène Diarra naît en 1955 à Ségou, au Mali. Elle perd sa mère très tôt et est élevée par ses oncles et sa grand-mère. Elle reçoit une éducation qu'elle décrit comme normale, malgré son statut d'orpheline. En 1975, elle obtient son diplôme d'études fondamentales (DEF) et est orientée vers l'Institut Pédagogique National pour un Diplôme d’Études Fondamentales (DEF) dans le domaine de l'enseignement. Cependant, son rêve initial était de devenir sage-femme, un projet qu'elle abandonne après avoir échoué au concours d'entrée de l'École secondaire de la santé (ESS). Face à cette situation, elle décide de valoriser son DEF en intégrant un établissement où elle pourrait se rendre utile, notamment grâce à son niveau acceptable en littérature. Elle intègre l’Institut national des arts (INA), conseillée par des aînés pour y étudier la musique ou le dessin bâtiment. Fascinée par les pièces du Groupe dramatique national, elle choisit finalement le théâtre. En parallèle, elle est approchée par Minanba Kéita pour jouer dans l'équipe féminine de basket-ball des Rouges de Bamako et passe deux ans (1975-1977) avec une présélection en équipe nationale. La carrière sportive de Maïmouna Hélène Diarra est interrompue à la suite de son arrestation lors de la grève estudiantine dirigée par Boniface. Arrêtée en raison de son appartenance au comité UNEEM de l'INA, elle subit deux jours de maltraitance avant d'être libérée. En 1981, elle obtient un diplôme en arts du théâtre à l'Institut national des Arts (INA)'.

## Carrière
Après l’obtention de son diplôme de l’INA en 1981, Hélène Diarra devient une figure publique en jouant dans diverses pièces de théâtre telles que Gouverneur de la Rosée, Bura Musso Djugu, Nabou Ndiaye, Bougougnery, Wari I et II, Féréké Gnagamibougou ainsi que des productions françaises comme Antigone, EDIP et Salina. Elle apparaît également dans des films, des sketches, à la radio et à la télévision. En 1990, elle quitte le Koteba", le théâtre national du Mali, où elle passe dix ans pour rejoindre l'Office de Radiodiffusion Télévision du Mali (ORTM). Elle envisage initialement de travailler derrière la caméra mais se dirige finalement vers la radio sur les conseils du directeur. Elle y devient assistante de presse et de réalisation, animant des émissions, des productions, des avis et communiqués ainsi que le journal en bambara. Elle anime également des émissions à la télévision, poursuivant cette carrière jusqu'à sa retraite en 2015. Même après sa retraite, elle reste active dans le domaine artistique en créant "La Nuit du Comédien", un événement dédié à l'hommage et à l'encouragement des artistes et comédiens.
En 2000, elle interprète le rôle de "Aminate" dans le film dramatique de Michael Haneke, Code inconnu. Parmi les autres acteurs de ce film, on retrouve Aïssa Maïga, Juliette Binoche, Thierry Neuvic, Josef Bierbichler. En 2004, elle fait une apparition dans le film en langue bambara réalisé par Ousmane Sembène, Moolaadé, où elle joue le rôle de «Hadjatou»,. Parmi les autres acteurs du film, on peut citer Fatoumata Coulibaly et Salimata Traoré. Le film est présenté au festival Ebertfest en 2007 et il est nommé pour le prix du «Meilleur film» au Festival de Cannes. En 2006, elle joue dans le film dramatique d'Abderrahmane Sissako, Bamako, dans lequel elle interprète le rôle de Saramba, avec d'autres acteurs tels qu'Aïssa Maïga et Tiécoura Traoré,.
Maïmouna Hélène Diarra meurt le 10 juin 2021, à Bamako, à l’âge de 66 ans au CHU Mère-Enfant Le Luxembourg et repose au cimetière de Hamdallaye,'.

## Vie personnelle
Musulmane, Maïmouna Hélène Diarra effectue le pèlerinage à La Mecque en 2019.

## Filmographie
| Année | Film                           | Rôle                          | Genre                   | Ref.   |
| ----- | ------------------------------ | ----------------------------- | ----------------------- | ------ |
| 2011  | Toiles d'araignées             | Actrice (Nah)                 | Drame                   | [ 20 ] |
| 2007  | Faro, la reine des eaux        | Actrice (Kouta)               | Drame                   | [ 21 ] |
| 2006  | Bamako                         | Actrice (Saramba)             | Drame                   | [ 22 ] |
| 2004  | Moolaadé                       | Actrice (Hadjatou)            | Drame                   | [ 23 ] |
| 2000  | Code inconnu                   | Actrice (Aminate)             | Drame                   | [ 24 ] |
| 1999  | La Genèse                      | Actrice (Lea)                 | Drame                   | [ 25 ] |
| 1997  | Taafé Fanga (Pouvoir de pagne) | Actrice (Timbé)               | Comédie, Drame          | [ 26 ] |
| 1996  | Macadam tribu                  | Actrice (Femme de Macho)      | Comédie, Drame          | [ 27 ] |
| 1995  | Guimba, un tyran, une époque   | Actrice (Meya)                | Comédie, Drame, Fiction | [ 28 ] |
| 1989  | Finzan                         | Actrice (comme Helena Diarra) | Drame                   | [ 29 ] |

## Distinctions
Alpha Oumar Konaré, ATT et IBK l’ont décorée, respectivement de la médaille du Mérite national, de chevalier de l’Ordre national et d’officier de l’Ordre national'.